# Jhawarian
Jhawarian é uma cidade do Paquistão localizada na província de Punjab.